# 環境省設置法
環境省設置法（かんきょうしょうせっちほう、平成11年法律第101号）は、環境省の設置ならびに任務および所掌事務を定め、所掌する行政事務を遂行するために必要な組織の定めに関する日本の法律である。
環境省の設置を根拠付ける法律である。25の所掌事務を定めている。環境省の長は環境大臣であると定めている。

## 構成
- 第1章 総則（第1条）
- 第2章 環境省の設置並びに任務及び所掌事務等
  - 第1節 環境省の設置（第2条）
  - 第2節 環境省の任務及び所掌事務（第3条・第4条）
  - 第3節 環境省の長（第5条）
- 第3章 環境省に置かれる職及び機関
  - 第1節 特別な職（第6条）
  - 第2節 審議会等（第7条 - 第10条）
  - 第3節 特別の機関（第11条）
  - 第4節 地方支分部局（第12条）
- 第4章 原子力規制委員会（第13条）
- 附則

## 沿革
- 1999年（平成11年）7月16日、環境省設置法（平成11年法律第101号）が公布。中央省庁等改革関係法施行法第2条[1]により、2001年（平成13年）1月6日施行。同日実施の中央省庁再編にあたり、環境庁設置法は、中央省庁等改革のための国の行政組織関係法律の整備等に関する法律（平成11年法律第102号）第4条柱書及び第17号[2]により廃止された。